# 1994년 6월
| 1994년: 1월 · 2월 · 3월 · 4월 · 5월 · 6월 · 7월 · 8월 · 9월 · 10월 · 11월 · 12월 |

| <          | 1994년 6월 | 1994년 6월 | 1994년 6월  | 1994년 6월 | 1994년 6월 | >          |
| 일         | 월         | 화         | 수          | 목         | 금         | 토         |
|            |            |            | 1 4.22 무오 | 2 23 기미  | 3 24 경신  | 4 25 신유  |
| 5 26 임술  | 6 27 계해  | 7 28 갑자  | 8 29 을축   | 9 5.1 병인 | 10 2 정묘  | 11 3 무진  |
| 12 4 기사  | 13 5 경오  | 14 6 신미  | 15 7 임신   | 16 8 계유  | 17 9 갑술  | 18 10 을해 |
| 19 11 병자 | 20 12 정축 | 21 13 무인 | 22 14 기묘  | 23 15 경진 | 24 16 신사 | 25 17 임오 |
| 26 18 계미 | 27 19 갑신 | 28 20 을유 | 29 21 병술  | 30 22 정해 |            |            |

| 편집하기 |

## 1994년6월 30일
- 일본 무라야마 도미이치 내각이 출범하다.

## 1994년6월 23일
- 철도청 노조가 파업에 돌입하다.(~28일) 한편 서울지하철과 부산지하철도 연대파업을 벌이다.

## 1994년6월 17일
- 미국에서 1994년 FIFA 월드컵이 개막하다.